# Dionysia janthina
Dionysia janthina là một loài thực vật có hoa trong họ Anh thảo. Loài này được Bornm. mô tả khoa học đầu tiên năm 1899.